# Jennifer Moyle
Jennifer Moyle (Norwich, Anglaterra, 30 d'abril de 1921 - 1 d'agost de 2016) fou una bioquímica que va treballar amb en Peter D. Mitchell i va ajudar a descobrir el mecanisme quimiosmòtic de la síntesi d'ATP. També va treballar en les propietats dels enzims isocítrics purificats.

## Biografia
Jennifer Moyle era una bioquímica nascuda a Norwich, Anglaterra al 1921. Era filla de S. H. Leonard Moyle i Oliva M. Dakin. Tenia una germana anomenada Vivian, que també va estudiar bioquímica.
Jennifer Moyle va començar els estudis al Norwich High School al 1926 on va estar fins que va entrar a la Girton College de la Universitat de Cambridge al 1939. Va obtenir la llicenciatura al 1942. Es va especialitzar en bioquímica, i també va assistir a moltes conferències sobre filosofia.
Moyle va treballar amb Peter Mitchell en el mecanisme quimiosmòtic de la síntesi d'ATP, i va publicar articles sobre les propietats dels enzims isocítrics purificats.

## Servei militar
Poc després d'aconseguir la seva llicenciatura, Moyle va entrar al Auxiliar Territorial Service. Allà va anar directament a intel·ligència militar, on aviat esdevingué un agent d'intel·ligència en el MI8. Va ser promoguda a segon en cap d'una secció que tractava la intel·ligència obtinguda de desxifrar els codis alemanys pels britànics.
Després de la Segona Guerra Mundial, va continuar al servei per un altre any ajudant a ensenyar als soldats com retornar a la vida civil.

## Treballs amb enzims isocítrics purificats
Jennifer Moyle va publicar un article sobre les propietats dels enzims isocítrics purificats a l'agost de 1956 amb Malcolm Dixon.

## Treballs amb Peter Mitchell
Jennifer Moyle va ser companya de recerca de Peter Mitchell, i co-fundadora d'una empresa de recerca benèfica coneguda com a Glynn Recerca Ltd. Va treballar amb Mitchell de 1948 a 1952.
Moyle i Mitchell van fundar Glynn Research al 1964, per promoure la recerca biològica, encara que la feina de laboratori no va començar fins al 1965.
Moyle va treballar durant molts anys amb Mitchell en la seva hipòtesi sobre la Teoria Quimiosmòtica. La seva aportació va ser important, dissenyant molts dels experiments necessaris per provar la hipòtesi, i ajudant a Mitchell a guanyar el premi Nobel al 1978.
Hi ha treballs anteriors de Peter Mitchell i Jennifer Moyle que indicaven que les parets del bacteri Gram-positiu conté derivats de fosfat.